# Pakeha inornata
Pakeha inornata är en spindelart som beskrevs av Forster och Wilton 1973. Pakeha inornata ingår i släktet Pakeha och familjen mörkerspindlar. Inga underarter finns listade i Catalogue of Life.